# Izumo (Shimane)
Pour les articles homonymes, voir Izumo.
Izumo (出雲市, Izumo-shi) est une ville située dans la préfecture de Shimane. La ville est renommée pour son sanctuaire shinto, le plus ancien du pays.

## Géographie

### Situation
Izumo est située dans le nord-est de la préfecture de Shimane. La ville est bordée par la mer du Japon au nord et le lac Shinji à l'est.

### Démographie
Fin décembre 2018, la population d'Izumo était de 175 790 habitants, répartis sur une superficie de 624,36 km2.

## Histoire
La ville moderne d'Izumo a été fondée le 3 novembre 1941. Le 22 mars 2005, la ville de Hirata et les bourgs de Koryō, Sada, Taisha et Taki sont intégrés à Izumo. Le 1er octobre 2011, le bourg de Hikawa fusionne avec la ville.

## Culture locale et patrimoine
- Izumo-taisha
- Musée de l'ancien Izumo

### Cap Hinomisaki
Le cap Hinomisaki sur la mer du Japon est à environ 45 minutes par autobus d'Izumo. On y retrouve le sanctuaire Hinomisaki ainsi que le plus haut phare du Japon (43,65 m).

## Économie
Izumo produit du poisson et des figues.

## Transports

### Aérien
Izumo possède un aéroport (en), situé au nord-est de la ville.

### Chemin de fer
Izumo est desservie par la ligne principale San'in de la compagnie JR West et par les lignes Kita-Matsue et Taisha de la compagnie Ichibata Electric Railway. La gare d'Izumoshi est la principale gare de la ville. Le train de nuit Sunrise Izumo relie la ville à Tokyo.

### Routes
Izumo est desservie par les routes nationales 9, 184 et 431.

## Personnalités liées à la municipalité
- Takeda Kanryūsai (mort en 1867), samouraï
- Kiyoshi Hara (né en 1936), potier et céramiste
- Mariya Takeuchi (née en 1955), chanteuse
- Yuko Asazu (née en 1985), volleyeuse
- Kana Satomi (née en 1992), joueuse de shogi
- Daisuke Ozasa (né en 1994), guitariste

## Jumelage
Izumo entretient des relations avec :
- Dún Laoghaire (Irlande),
- Évian-les-Bains (France)[3],
- Hanzhong (Chine),
- Kalajoki (Finlande),
- Santa Clara (États-Unis).

## Symboles municipaux
Les symboles municipaux sont le pin et le chrysanthème.

## Galerie

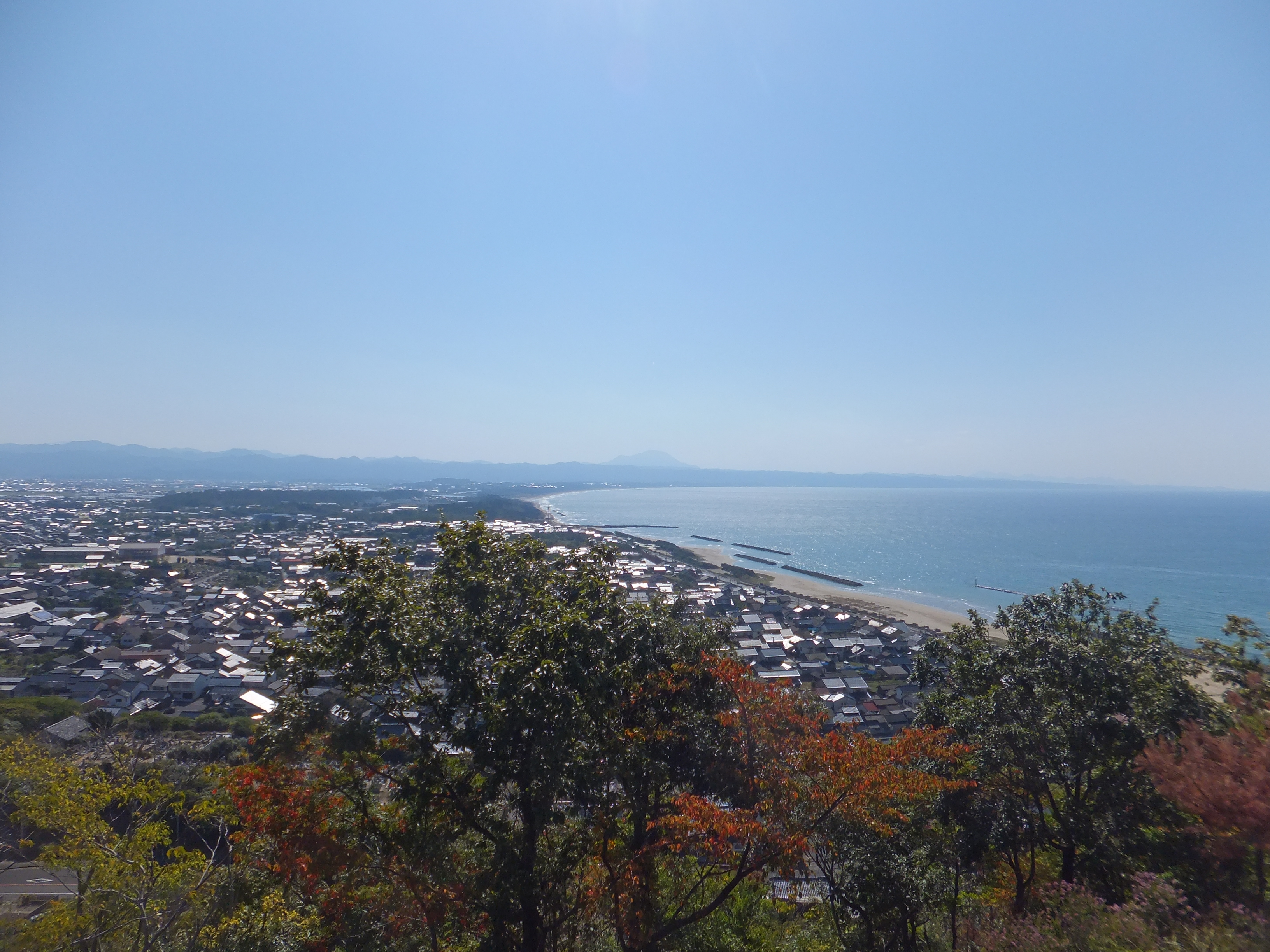
Vue d'Izumo.
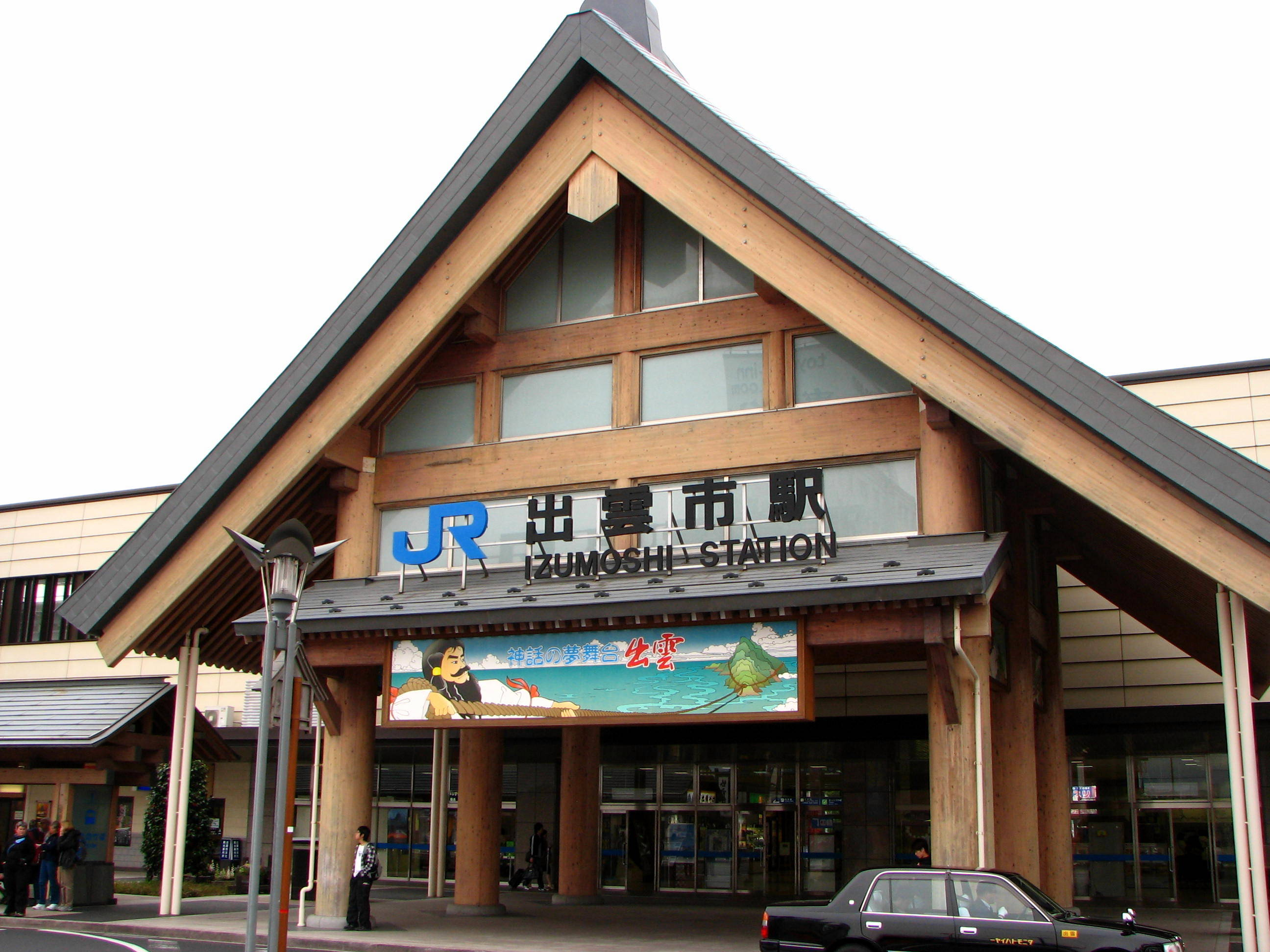
Gare d'Izumoshi.
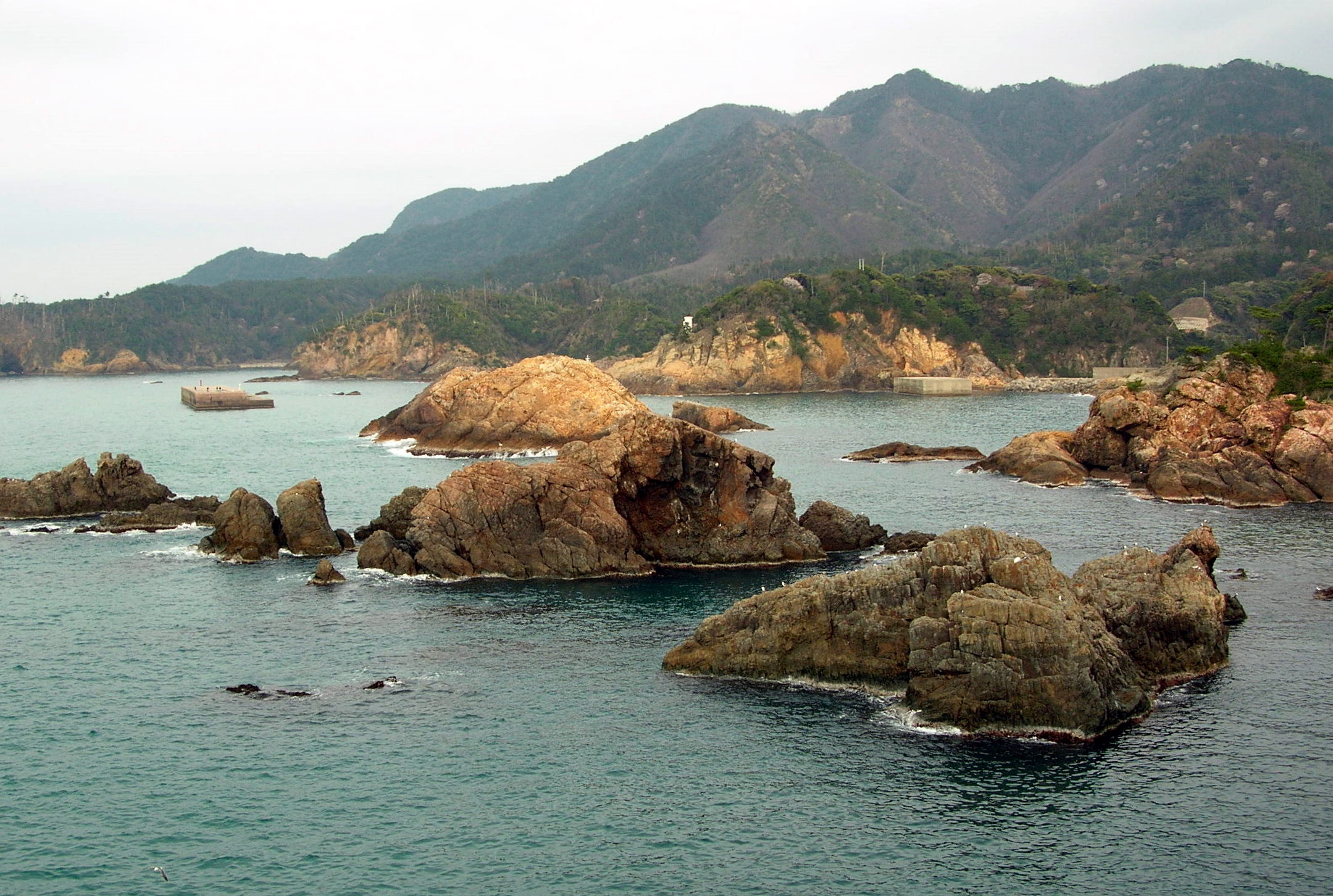
Cap Hinomisaki.
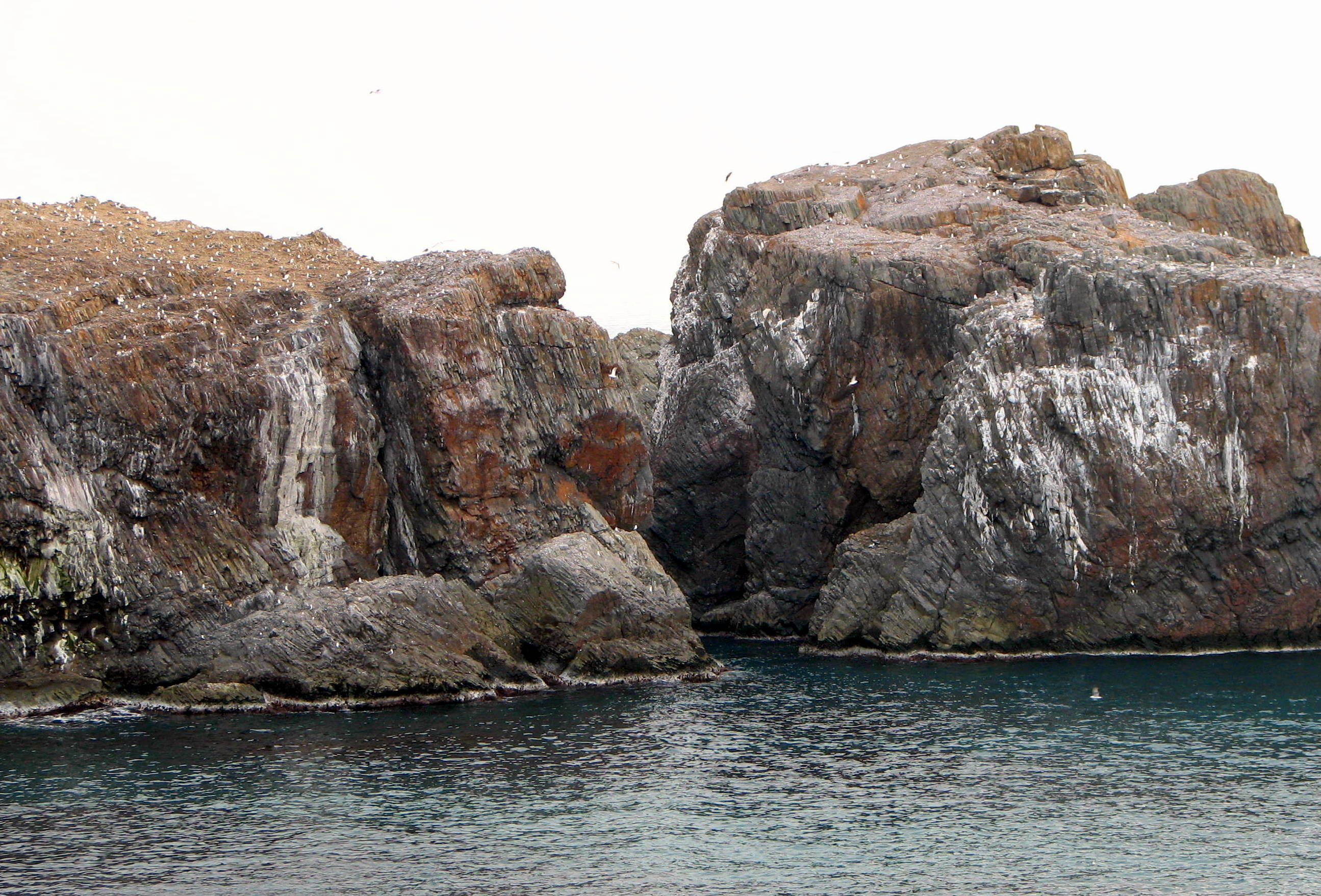
Cap Hinomisaki.
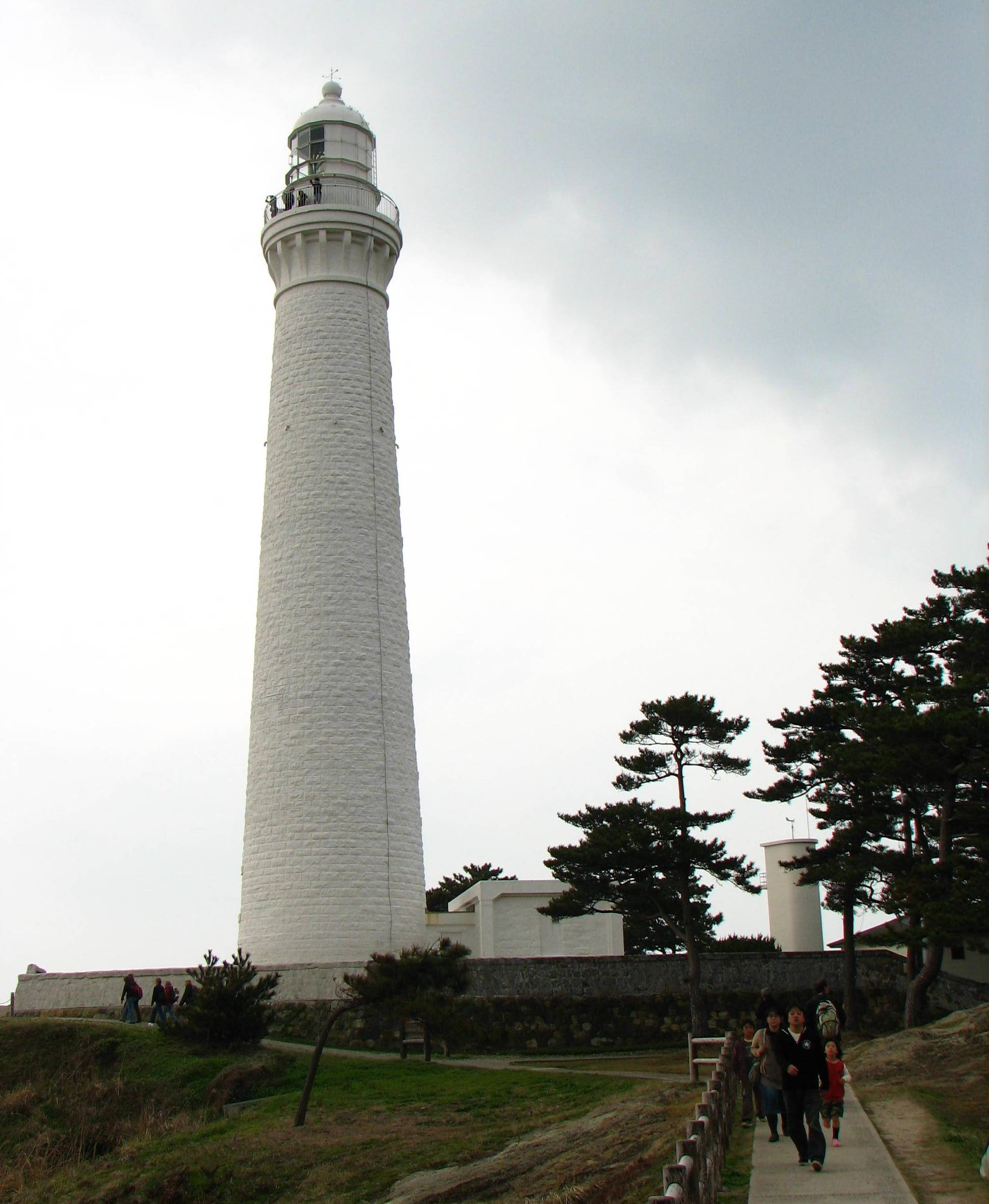
Phare de Hinomisaki.
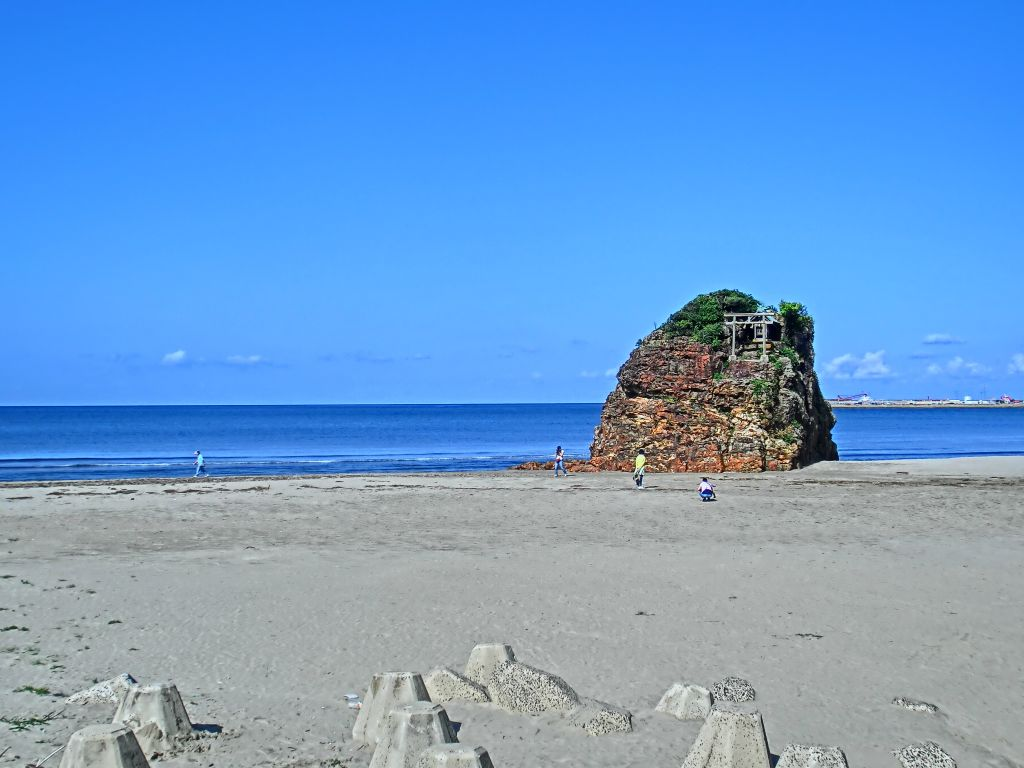
Inasanohama (plage d'Inasa).
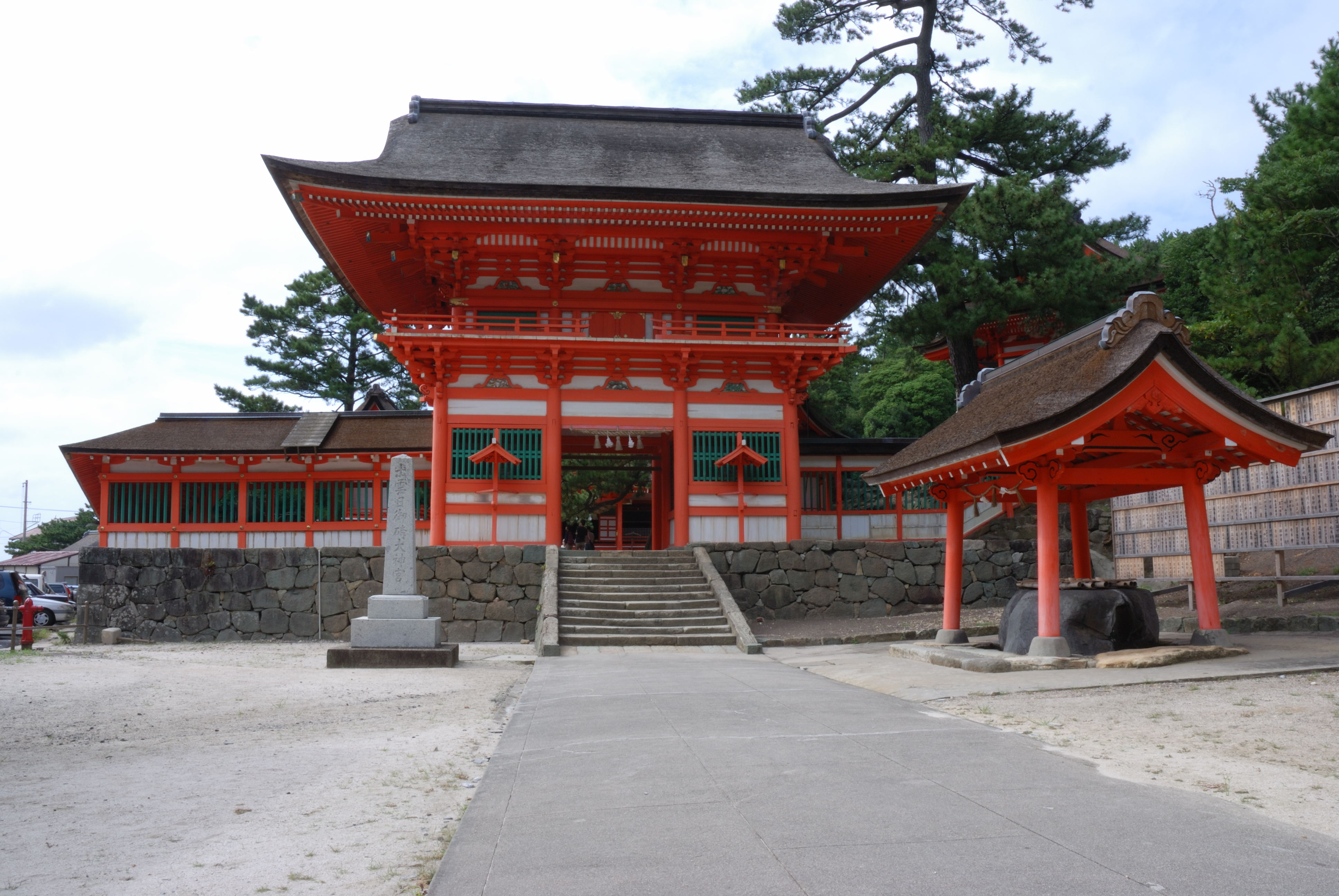
Hinomisaki-jinja.